# 8618 Сетджейкобсон
(8618) 1981 DX (1981 DX, 1972 TC6, 1994 NG2) — астероїд головного поясу, відкритий 28 лютого 1981 року.
Тіссеранів параметр щодо Юпітера — 3.183.